# Larry Foust
Lawrence "Larry" Michael Foust (Painesville, Ohio, 24 de junio de 1928-Pittsburgh, Pensilvania, 27 de octubre de 1984) fue un jugador de baloncesto estadounidense que jugó durante doce temporadas en la NBA. Medía 2,05 metros, y jugaba en la posición de pívot.

## Trayectoria deportiva

### Universidad
Jugó durante 4 temporadas con los Explorers de la Universidad de La Salle, en las que promedió 14,2 puntos por partido en los 102 encuentros que disputó.

### Profesional
Fue elegido en la sexta posición del Draft de la NBA de 1950 por Chicago Stags, pero el equipo desapareció antes del comienzo de la temporada 1950-51, por lo que firmó con Fort Wayne Pistons. El 22 de noviembre de 1950 Foust anotó la canasta de la victoria en un partido contra los Minneapolis Lakers, que pasó a la historia de la NBA al ser el de menor anotación de todos los tiempos, con un resultado de 19-18. Jugó durante siete temporadas con los Pistons, fichando en 1958 precisamente por los Lakers, donde estaría dos años y medio, siendo traspasado en 1960 a St. Louis Hawks, donde pondría fin a su carrera deportiva dos años después.
Fue seleccionado para disputar el All-Star Game en 8 ocasiones y elegido en el mejor quinteto de la NBA en 1955, año en el que fue el primero en porcentaje de tiros de campo de toda la NBA. En el total de su carrera promedió 13,7 puntos y 9,8 rebotes por partido.

## Estadísticas de su carrera en la NBA
|  | Líder de la liga |

### Temporada regular
| Año      | Equipo               | PJ  | MPP  | TC%  | TL%  | RPP  | APP | PPP  |
| -------- | -------------------- | --- | ---- | ---- | ---- | ---- | --- | ---- |
| 1950–51  | Fort Wayne           | 68  | –    | .346 | .659 | 10.0 | 1.3 | 13.5 |
| 1951–52  | Fort Wayne           | 66  | 39.6 | 394  | .678 | 13.3 | 3.0 | 15.9 |
| 1952–53  | Fort Wayne           | 67  | 34.4 | .360 | .723 | 11.5 | 2.3 | 14.3 |
| 1953–54  | Fort Wayne           | 72  | 37.4 | .409 | .712 | 13.4 | 2.2 | 15.1 |
| 1954–55  | Fort Wayne           | 70  | 32.3 | .487 | .766 | 10.0 | 1.7 | 17.0 |
| 1955–56  | Fort Wayne           | 72  | 28.1 | .447 | .778 | 9.0  | 1.8 | 16.2 |
| 1956–57  | Fort Wayne           | 61  | 25.1 | .394 | .718 | 9.1  | 1.2 | 12.4 |
| 1957–58  | Minneapolis          | 72  | 30.6 | .398 | .756 | 12.2 | 1.5 | 16.8 |
| 1958–59  | Minneapolis          | 72  | 26.8 | .390 | .765 | 8.7  | 1.3 | 12.3 |
| 1959–60  | Minneapolis/St.Louis | 72  | 27.3 | .407 | .791 | 8.6  | 1.3 | 12.2 |
| 1960–61  | St. Louis            | 68  | 17.8 | .397 | .788 | 5.7  | 1.1 | 8.1  |
| 1961–62  | St. Louis            | 57  | 20.2 | .471 | .815 | 5.8  | 1.4 | 9.7  |
| Total    | Total                | 817 | 29.2 | .405 | .741 | 9.8  | 1.7 | 13.7 |
| All-Star | All-Star             | 7   | 16.9 | .315 | .938 | 7.0  | 0.4 | 7.0  |

### Playoffs
| Año   | Equipo      | PJ | MPP  | TC%  | TL%  | RPP  | APP | PPP  |
| ----- | ----------- | -- | ---- | ---- | ---- | ---- | --- | ---- |
| 1951  | Fort Wayne  | 3  | –    | .311 | .800 | 12.3 | 1.7 | 12.0 |
| 1952  | Fort Wayne  | 2  | 38.5 | .522 | .857 | 15.0 | 2.5 | 15.0 |
| 1953  | Fort Wayne  | 8  | 41.5 | .397 | .838 | 13.9 | .8  | 19.1 |
| 1954  | Fort Wayne  | 4  | 32.3 | .268 | .760 | 9.5  | 1.8 | 10.3 |
| 1955  | Fort Wayne  | 11 | 30.1 | .395 | .712 | 9.7  | 2.4 | 15.6 |
| 1956  | Fort Wayne  | 10 | 28.9 | .377 | .787 | 12.7 | 1.4 | 16.8 |
| 1957  | Fort Wayne  | 2  | 32.0 | .565 | .826 | 12.5 | 3.0 | 22.5 |
| 1959  | Minneapolis | 13 | 31.1 | .418 | .820 | 10.5 | .9  | 11.8 |
| 1960  | St. Louis   | 12 | 17.1 | .392 | .800 | 5.7  | .9  | 6.5  |
| 1961  | St. Louis   | 8  | 11.1 | .450 | .571 | 3.5  | .3  | 3.3  |
| Total | Total       | 73 | 27.4 | .394 | .781 | 9.7  | 1.3 | 12.4 |